# Palle Pernevi

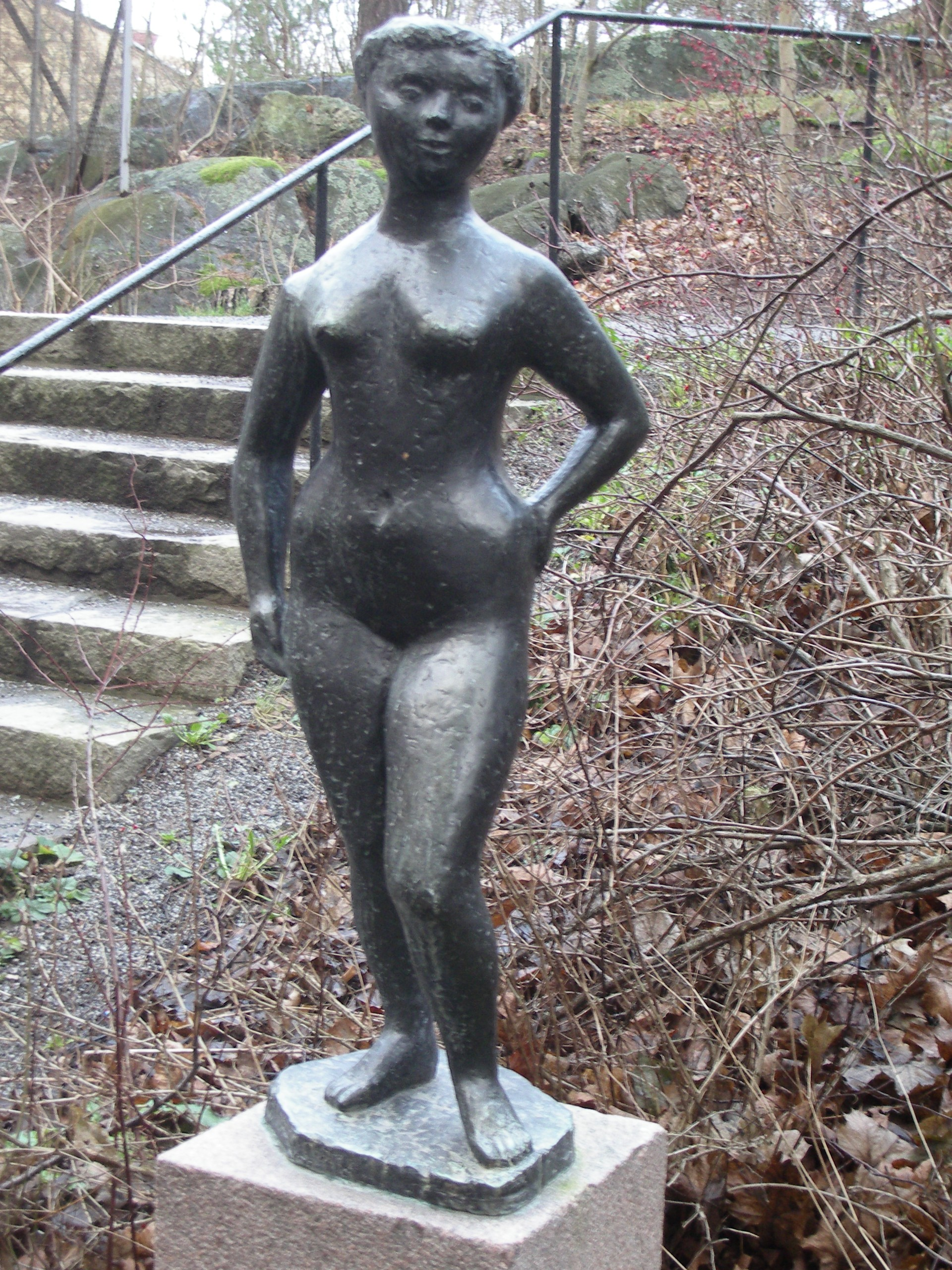
Petite femme, Västertorp, Stockholm.

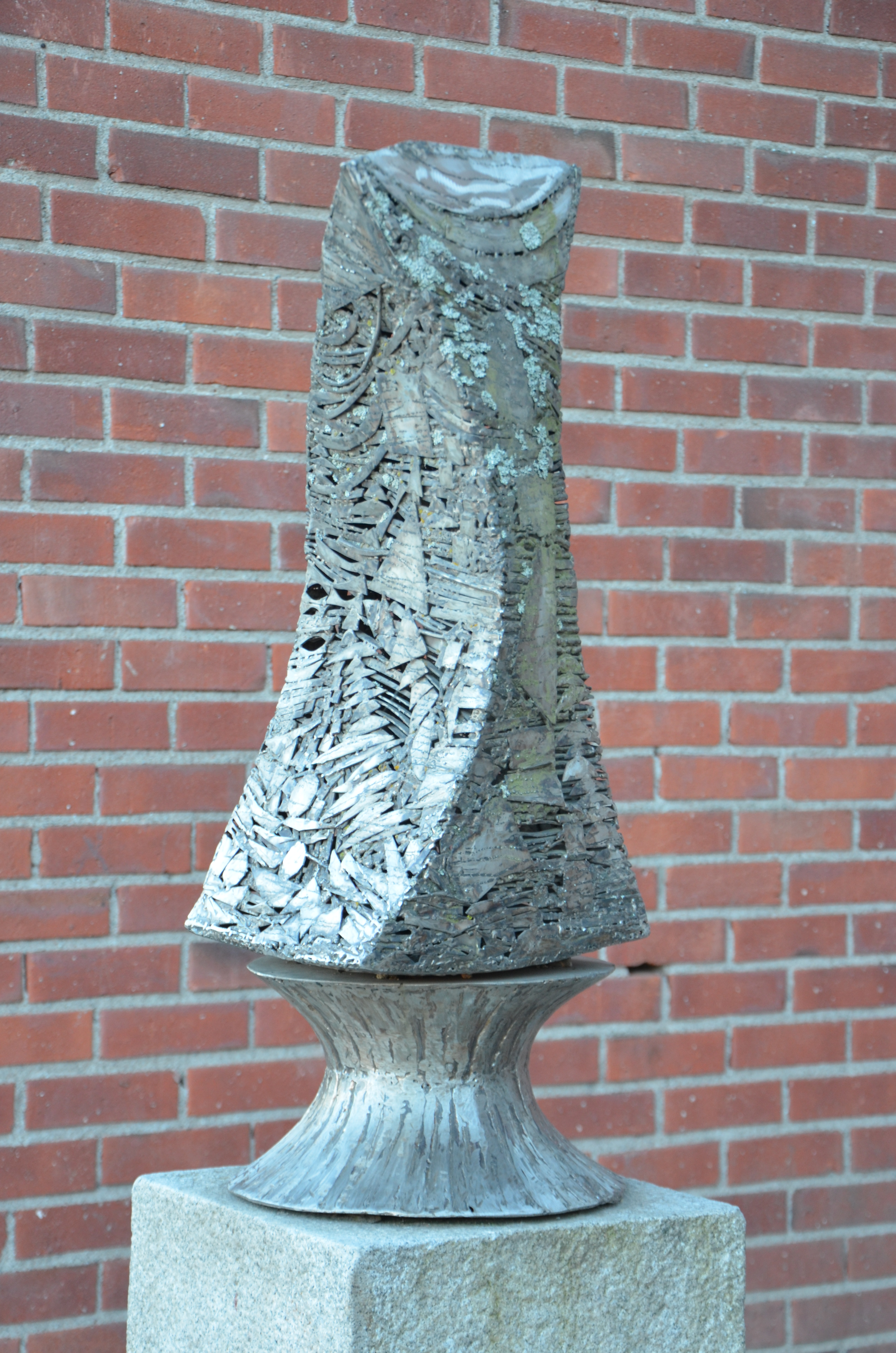
Palladium, utanför Slättgårdsskolan i Bredäng i Stockholm

Allan Axel Paul (Palle) Pernevi, född 30 april 1917 i Helsingborg , död 1 november 1997 i Åhus, var en svensk skulptör.

## Biografi
Palle Pernevi utbildade sig vid Akademie für Angewandte Kunst i München, Tekniska skolan i Stockholm, Lena Börjesons skulpturskola och på Konstakademien 1942. Han tilldelades Ester Lindahls stipendium 1950. Han tjänstgjorde på Valand i Göteborg under Endre Nemes 1950–1953 som skolans förste skulpturlärare, och grundlade där en experimentell anda i skulpturavdelningen. Han var även lärare på Chalmers tekniska högskola och Konstfackskolan. Hans tidiga verk präglades av religiöst och mytologiskt inspirerade skulpturer i abstrakt form, medan senare verk mer bestod av nonfigurativa skapelser. Han tilldelades Prins Eugen-medaljen 1982.
Sedan 1999 delar Stiftelsen Konstforum i Kristianstad årligen ut ett stipendium till Palle Pernevis minne.

## Offentliga arbeten i urval
- Petite femme (1951), brons, Västertorp, Stockholm
- Indianer och cowboys (1951), takräcke på Magnus Stenbocksskolan i Helsingborg.
- Fönsterräcken i järnsmide (1950-talet), Hotell Malmen i Stockholm
- Don Quijote (1957), Sorgenfrivägen mot Båstadsgatan, Malmö
- Trappräcken (1959), järnsmide, Folkets Hus, Västerås
- Fina fisken (1952–61), fontän i rostfritt stål, Doktor Fries Torg i Göteborg
- Fina fisken (1952–61), fontän i rostfritt stål, Skulpturparken, Norrköpings Konstmuseum
- Nerthus Moriens (1964), Medborgarhuset, Falköping.
- Tuppen (1968), rostfritt stål, Vikingsbergsparken i Helsingborg
- Lejon på Göteborgs Konsthalls fasad
- Ikaros (1965), stål, Stora Torg i Kristianstad (skiss utanför Skissernas Museum i Lund)
- Trappräcken i stadshuset i Falkenberg
- Palladium, utanför nämndhuset i Enköping
- Entrégrindar till Nöjesparken i Varberg, svets- och skärbrännarteknik.

## Bildgalleri

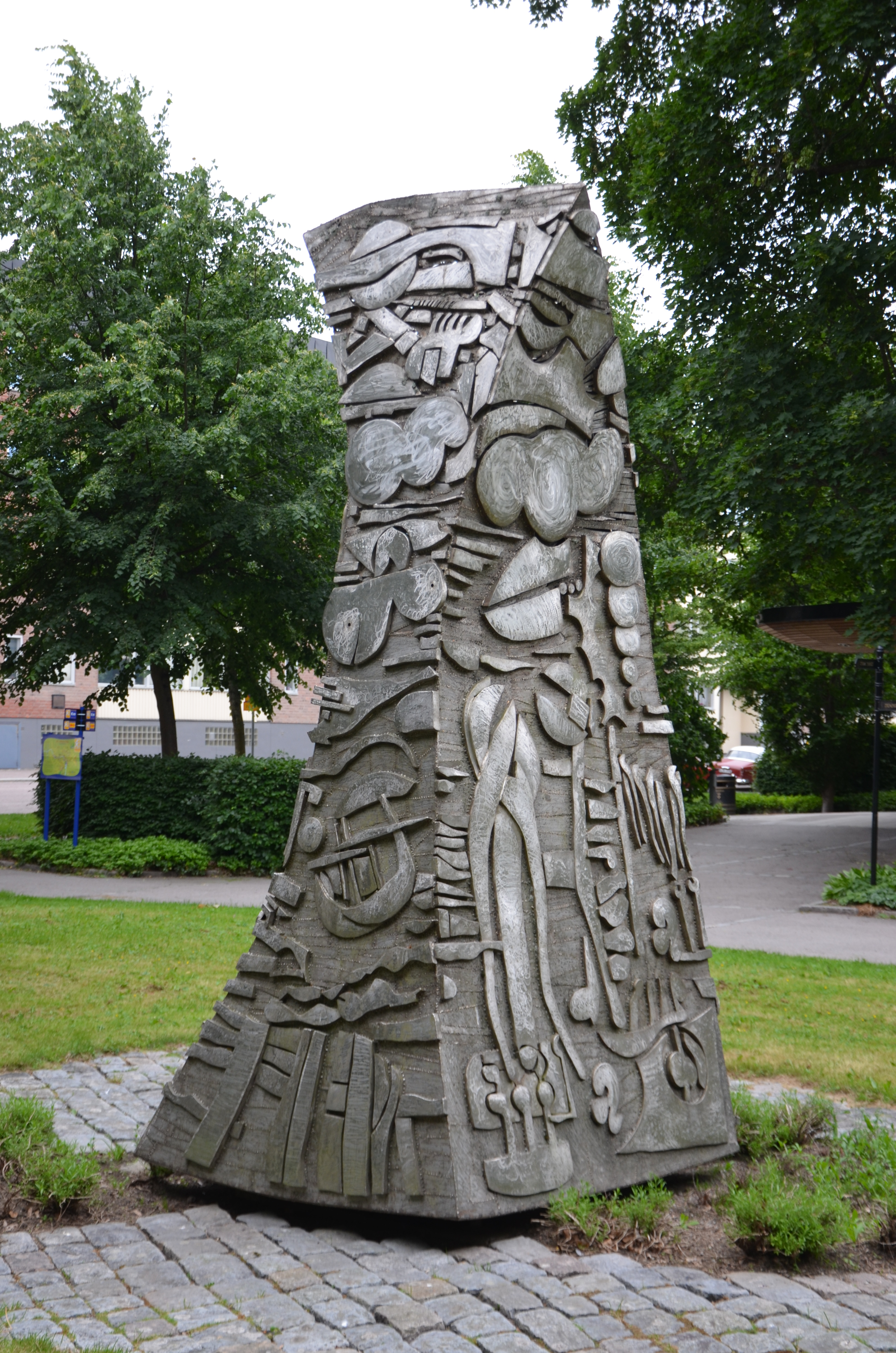
Palladium i Enköping
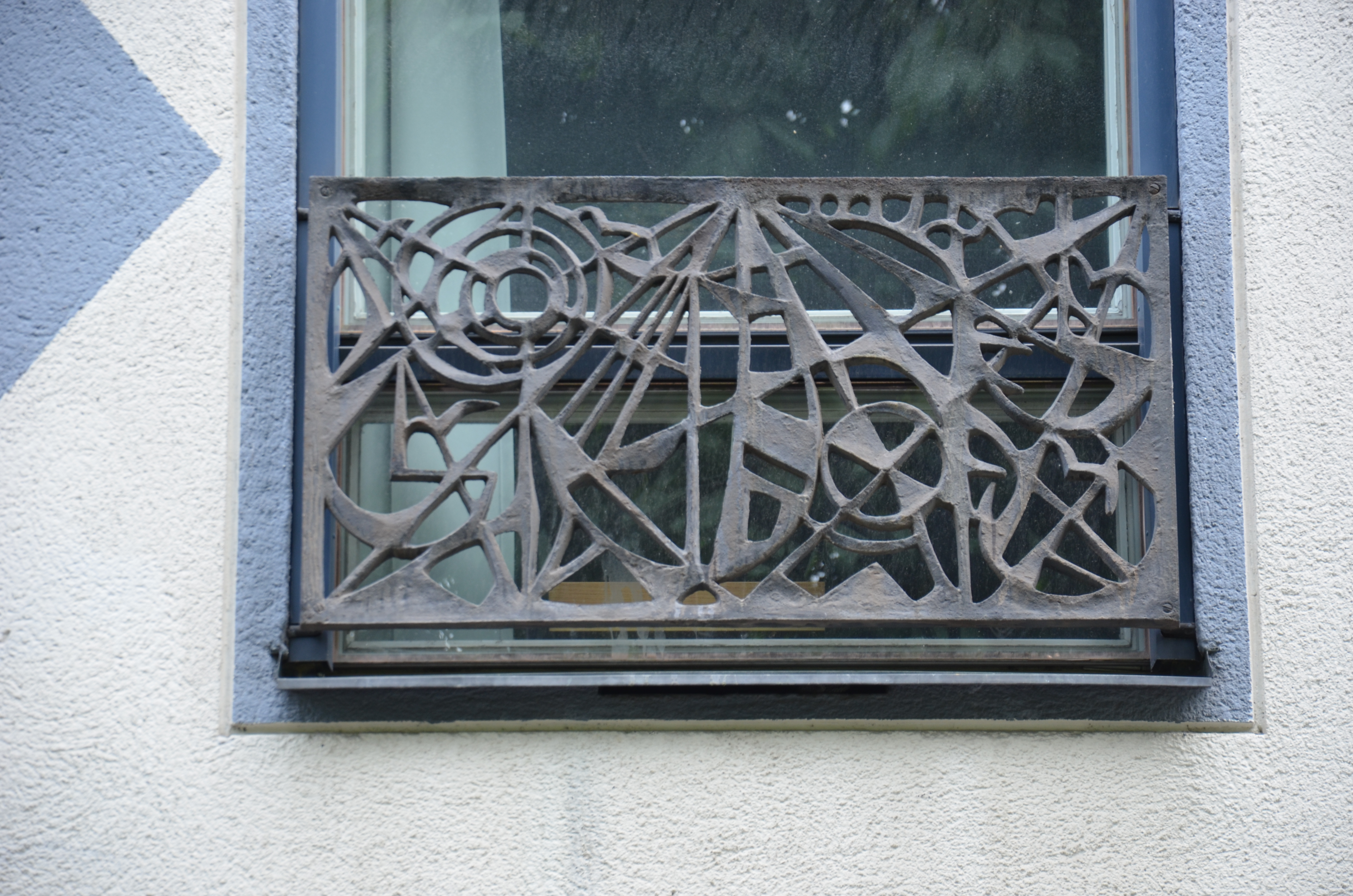
Fönstergaller på hotell Malmen i Stockholm